# Predikat
Predikat je temeljni dio rečenice, naime krnja rečenica se sastoji samo od predikata (nema subjekta): Kiši. Sniježi. Iz njega se saznaje što subjekt radi ili što se s njime događa.
Ako predikat izražava radnju, stanje ili zbivanje te ga čini neki glagolski oblik, zovemo ga glagolskim predikatom, koji ima jedan ili više glagola.   
```
Radio 
svira
.
Kiša 
pada
.
```

Predikat složen od pomoćnog glagola biti i imenice, zamjenice, pridjeva ili broja zovemo imenskim predikatom.
```
pridjev:   Lopta 
je okrugla.
 Ti 
si hrabar.

imenica:   Teta iz knjižnice 
je žena
, ti 
si muškarac.

zamjenica: 
Je
 li lopta 
tvoja?

broj:      Ti 
si drugi
, ja 
sam prvi
.
```

Predikat se može dopuniti predikatnim dodatcima, koji odgovaraju na pitanja Dokad?, Gdje?, Koji?, Kako?.
U matematičkoj logici, otvorena rečenica ili predikat je izjavna rečenica koja sadrži parametre i koja postaje sud kada parametri poprime određenu vrijednost.